# Jean-Marie Wampers
Jean-Marie Wampers (Uccle, 7 aprile 1959) è un ex ciclista su strada e dirigente sportivo belga.
Professionista dal 1981 al 1992, vinse a sorpresa la Parigi-Roubaix 1989 battendo in una volata a due il connazionale Dirk De Wolf. Nel suo palmarès figurano anche due edizioni del Rund um den Finanzplatz Eschborn-Frankfurt (1986 e 1989). Dopo il termine della carriera ciclistica rimase nel circuito come dirigente della sua ultima squadra.

## Palmarès
- 1978 (dilettanti)

1ª tappa Tour de la Province de Namur
- 1979 (dilettanti)

Campionati belgi, Prova in linea Dilettanti
3ª tappa, 2ª semitappa Triptyque Ardennaise
- 1982

Gran Premio Città di Camaiore
- 1984

Druivenkoers
- 1985

Nationale Sluitingsprijs
- 1986

Rund um den Finanzplatz Eschborn-Frankfurt
Omloop van het Leiedal
4ª tappa Quatre Jours de Dunkerque
- 1989

Parigi-Roubaix
Scheldeprijs
Rund um den Finanzplatz Eschborn-Frankfurt
- 1992

Binche-Tournai-Binche

### Altri successi
- 1981

Kermesse di Helchteren
- 1984

Criterium di Buggenhout
- 1986

Kermesse di Dilsen
- 1989

Criterium di Sint-Truiden
Criterium di Wouw

## Piazzamenti

### Grandi Giri
- Giro d'Italia

1981: 94º
- Tour de France

1983: ritirato
1985: 117º
1987: 133º

### Classiche monumento
- Milano-Sanremo

1982: 12º
1984: 44º
1985: 21º
1986: 38º
1987: 16º
- Giro delle Fiandre

1985: 9º
1986: 14º
1987: 18º
1989: 45º
1990: 42º
1992: 19º
- Parigi-Roubaix

1984: 27º
1986: 26º
1987: 26º
1989: vincitore
1990: 5º
1991: 15º
- Liegi-Bastogne-Liegi

1985: 21º
1991: 73º
- Giro di Lombardia

1981: 22º
1982: 43º
1984: 46º

### Competizioni mondiali
- Campionati del mondo

Chambéry 1989 - In linea: ritirato